# Telosticta santubong
Telosticta santubong là loài chuồn chuồn trong họ Platystictidae. Loài này được Dow & Orr mô tả khoa học đầu tiên năm 2012.